# Февраль (фильм, 2014)
Февраль — короткометражный фильм режиссёра Руслана Магомадова, снятый в 2014 году и основанный на реальных событиях. Фильм повествует о жизни двух братьев, сумевших уклониться от депортации чеченцев и ингушей.

## Премьера
Премьера фильма состоялась 28 февраля 2014 года в Грозном. Затем фильм был показан в крупных населённых пунктах Чечни.

## Конкурсный показ
Фильм был показан на целом ряде всероссийских и международных кинофестивалей: «Krakow Film Festival» (2014 год, Краков), «FIKE 2015 — International Short Film Festival» (2015 год, Эвора), «Insight Film Festival» (2014 год, Манчестер), «International Film Festival Rotterdam» (2014 год, Роттердам), «LET'S CEE Film Festival» (2014 год, Вена), «Film Festival della Lessinia» (2014 год, Верона), «La Guarimba Film Festival» (2014, Амантеа), «Tirana International Film Festival» (2014, Тирана).
В сентябре 2014 года фильм Магомадова стал лауреатом X Казанского фестиваля мусульманского кино. На кинофестивале «Мой край» в Волгодонске фильм был отмечен призами за лучшую режиссуру и лучшую операторскую работу. На фестивале «Thessaloniki International Short Film Festival» в Салониках (Греция) лента была удостоена специального приза. На кинофестивале «CinemAvvenire Film Festival» в Риме «Февраль» был признан самым оригинальным и необычным фильмом.

## Награды[2]
- Х Казанский международный фестиваль мусульманского кино (2014 год). «Лучший короткометражный игровой фильм»[3][4];
- «Thessaloniki International Short Film Festival» (2014 год, Салоники). «Особое упоминание»[5];
- «Overlook 2014 — 5th CinemAvvenire Film Festival» (2014 год, Рим). «Самый оригинальный фильм»[5];
- Открытый областной кинофестиваль короткометражных фильмов «Мой край» (2014 год, Волгодонск). «Лучшая режиссёрская работа», «Лучшая операторская работа»[5];
- «Festival of Nations» (2015 год, Австрия). «Приз международного жури»;
- «FIKE 2015 — International Short Film Festival» (2015 год, Эвора). «Лучший короткометражный фильм», «Специальное упоминание за лучшую операторскую работу»;
- VIII Международный кинофестиваль «Северный характер» (2015 год, Мурманск). Диплом III степени;
- II Международный фестиваль национального и этнического кино «Серебряный Акбузат» (2015 год, Уфа) «Специальное упоминание жюри»;
- XXI Международный кинофестиваль «Сталкер» (2015 год, Москва). Диплом жюри;
- IX Чебоксарский международный кинофестиваль (2016 год). «Лучший фильм».